# Brett Kelly
Brett Edward Kelly (Vancouver, 30 ottobre 1993) è un attore canadese.

## Biografia
È noto soprattutto per le sue interpretazioni in Babbo bastardo, Babbo bastardo 2 e Il ritorno dei ragazzi vincenti. Vive in Surrey (Columbia Britannica) e ha studiato all'istituto superiore St. Thomas More Collegiate. Pratica lo street hockey.
Visti i problemi di obesità che affligono Kelly sin dalla tenera età, la sua interpretazione è spesso richiesta in ruoli inerenti al  bullismo e bambini sovrappeso.

## Filmografia

### Cinema
- Kill Me Later, regia di Dana Lustig (2001)
- Out Cold, regia di The Malloys (2001)
- Cheats, regia di Andrew Gurland (2002)
- Babbo bastardo (Bad Santa), regia di Terry Zwigoff (2003)
- Il ritorno dei ragazzi vincenti (The Sandlot 2), regia di David Mickey Evans (2005)
- Il sogno di Jerome (Like Mike 2: Streetball), regia di David Nelson (2006)
- Birthdays and Other Traumas, regia di Katie Yu - cortometraggio (2006)
- Mi sono perso il Natale (Unaccompanied Minors), regia di Paul Feig (2006)
- La vendetta di Halloween (Trick 'r Treat), regia di Michael Dougherty (2007)
- Pathology, regia di Marc Schölermann (2008)
- What Goes Up, regia di Jonathan Glatzer (2009)
- High School, regia di John Stalberg Jr. (2010)
- Babbo bastardo 2 (Bad Santa 2), regia di Mark Waters (2016)

### Televisione
- Disneyland – serie TV, episodi 4x10 (2001)
- Dead Like Me – serie TV, episodi 2x08-2x09-2x12 (2004)
- Just a Phase, regia di Rodman Flender – film TV (2006)
- Masters of Horror – serie TV, episodi 2x10 (2007)
- Slap Shot 3 (Slap Shot 3: The Junior League), regia di Richard Martin – filmTV (2008)
- Supernatural – serie TV, episodi 13x01 (2017)
- Avvocati di famiglia (Family Law) – serie TV, 30 episodi (2021-in corso)

## Doppiatori italiani
Nelle versioni in italiano delle opere in cui ha recitato, Brett Kelly è stato doppiato da:
- Jacopo Bonanni in Babbo bastardo, Mi sono perso il Natale
- Alessio Nissolino ne Il sogno di Jerome
- Federico Campaiola in Babbo bastardo 2
- Flavio Aquilone ne Il ritorno dei ragazzi vincenti
- Simone Lupinacci in La vendetta di Halloween
- Gabriele Patriarca in Avvocati di famiglia